# Giancarlo Prato
Giancarlo Prato (Torino, 20 maggio 1938) è un ex calciatore italiano, di ruolo mediano.

## Carriera
Ha esordito in Serie A con la maglia del Torino il 18 maggio 1958 in Verona-Torino (2-0).
Ha giocato in massima serie anche con Palermo e Sampdoria, per un totale di 28 presenze 4 reti.
Ha inoltre collezionato 98 presenze e 2 reti in Serie B, tutte con la maglia del Monza, con cui ha trascorso la seconda parte della carriera, disputando 5 campionati cadetti.